# Błach
Błach – nazwisko polskie. 
Formy żeńskie: Błachowa, Błachówna. 
Liczba mnoga: Błachowie.

## Etymologia
Najstarsza wzmianka o nazwie osobowej Błach pochodzi z 1336 roku. Antroponim ten pochodzi od imienia zaczynającego się na Bła-, typu Błażej. Imię chrześcijańskie Błażej notowane jest w Polsce od XIII wieku. Jest polską formą łacińskiego imienia Blasius i zostało przejęte prawdopodobnie za pośrednictwem języka czeskiego. Nazwa osobowa Błach składa się z rdzenia Bła- i przyrostka słowotwórczego -ch. W średniowieczu miał on znaczenie zdrabniające, spieszczające. Nazwiska utworzone z podstawowym -ch- w części przyrostkowej są bardzo stare. Nazwa osobowa Błach była skróceniem imienia zaczynającego się na Bła- i  zarazem jego zdrobnieniem. Stała się dziedziczna i do dziś jest nierzadko spotykanym nazwiskiem.

## Liczebność i rozmieszczenie geograficzne
W 1990 roku Polskę zamieszkiwało co najmniej 2310 osób o nazwisku Błach. Najwięcej jego właścicieli występowało w województwach: kieleckim – 370, katowickim – 340, radomskim – 177, kaliskim – 152, częstochowskim – 132, lubelskim – 120, tarnowskim – 112, krakowskim – 94, sieradzkim – 74. Prawdopodobnie przynajmniej niektóre z tych liczb były nieco większe, gdyż system PESEL obejmował wówczas ok. 94% ludności Polski.
W 2002 roku Polsce mieszkały 2504 osoby o nazwisku Błach. Powiaty o największej frekwencji tego nazwiska:
1. skarżyski	157 osób;
2. będziński	123;
3. Radom 94;
4. Kraków 90;
5. starachowicki	83;
6. Wrocław 80;
7. Lublin 79;
8. wieluński	75;
9. kępniński 74;
10. oleski 70.

Błachowie w większej liczbie mieszkają więc w Małopolsce niż w innych dzielnicach. Zasięg gęstszego ich zamieszkiwania obejmuje po kilka powiatów w Górach Świętokrzyskich oraz na pograniczu wielkopolsko-małopolsko-śląskim.
Frekwencja nazwiska w Polsce w 1990 roku – na podstawie słownika K. Rymuta opublikowanego w wersji elektronicznej pod adresem: http://www.herby.com.pl
Dane liczbowe o rozmieszczeniu nazwiska w Polsce w 2002 r. pochodzą z nowego opracowania prof. K. Rymuta, wykorzystanego w: http://www.moikrewni.pl/mapa/kompletny

## Osoby o nazwisku Błach
- Dominika Błach – judoczka
- Łukasz Błach – judoka
- Tomasz Błach – judoka
- Wiesław Błach – judoka, olimpijczyk
- Wojciech Błach – aktor